# Prima battaglia di Fontenay-le-Comte
La prima battaglia di Fontenay-le-Comte è stata una battaglia della Prima guerra di Vandea combattuta il 16 maggio a Fontenay-le-Comte capoluogo della Vandea.

## Antefatto
Dopo la battaglia di La Châtaigneraie il 13 maggio, l'esercito vandeano si presentò tre giorni più tardi dinanzi a Fontenay-le-Comte, ribattezzata dai repubblicani Fontenay-le-Peuple. L'esercito vandeano aveva solo 10 000 uomini perché molti erano tornati alle loro case dopo due settimane di combattimenti Jacques Cathelineau e la maggior parte degli ufficiali era infatti per sospendere l'attacco e di rientrare nel bocage vandeano, ma Maurice d'Elbée e Jean Nicolas Stofflet volevano Fontenay a tutti i costi e riuscirono ad imporre il loro punto di vista.

## La battaglia
Il 16 maggio i vandeani si lanciarono all'attacco, d'Elbée, Stofflet e Cathelineau sul lato destro, Lescure e La Rochejaquelein sulla sinistra, la cavalleria comandata da Dommaigné e l'artiglieria di Marigny al centro. Nei primi mesi di guerra i vandeani non erano ancora abituati agli scontri in campo aperto e i 6 000 soldati repubblicani del generale Alexis Chalbos partivano avvantaggiati. Mentre la fanteria riusciva a contenere le offensive vandeane, Chalbos, alla testa della cavalleria attraversò le linee vandeane e le attaccò alle spalle, mentre il generale Nouvion le prendeva di lato. Inoltre, il generale Sandoz arrivò in rinforzo da Luçon durante la battaglia, alla testa di 3 000 uomini.
I vandeani quindi fuggirono, perdendo tra i 600 e i 700 uomini, persero tutta l'artiglieria e 200 furono fatti prigionieri inoltre il generale d'Elbée venne ferito in battaglia.